# Premio Aragón
En 1984, la Diputación General de Aragón (DGA) creó el Premio Aragón, máxima distinción concedida por la Comunidad Autónoma de Aragón. Con él se reconoce una labor continuada o de especial notoriedad e importancia tanto en el área de la cultura como en el de la ciencia, la tecnología o los valores humanos, que suponga un destacado beneficio para la comunidad o constituya un modelo y testimonio ejemplar para la sociedad aragonesa. 
Los Premios Aragón, junto con las Medallas al Mérito se conceden anualmente con motivo de la celebración del 23 de abril, San Jorge, Día de Aragón.

## 
- Año 1984: Pedro Laín Entralgo
- Año 1985: Antonio Durán Gudiol Área: Ciencias Sociales
- Año 1985: Francisco Grande Covián Área: Investigación
- Año 1986: Eduardo del Pueyo Begué Área: Artes
- Año 1986: José Manuel Blecua Teijeiro Área: Letras
- Año 1987: José María Lacarra de Miguel Área: Ciencias Sociales
- Año 1987: Rafael Gómez Lus Área: Investigación
- Año 1988: Alejandro Cañada Valle Área: Artes
- Año 1988: Manuel Alvar López Área: Letras
- Año 1989: Antonio Ubieto Arteta Área: Ciencias Sociales
- Año 1989: Justiniano Casas Peláez Área: Investigación
- Año 1990: Luis Galve Raso Área: Artes
- Año 1990: Fernando Lázaro Carreter Área: Letras
- Año 1990: José Luis Lacruz Berdejo A título póstumo
- Año 1991: Antonio Beltrán Martínez Área: Ciencias Sociales
- Año 1991: Alberto Galindo Tixaire Área: Investigación
- Año 1992: Federico Torralba Soriano y Santiago Lagunas Área: Artes
- Año 1992: Ildefonso Manuel Gil Área: Letras
- Año 1992: Ángel Canellas López A título póstumo
- Año 1993: Carmelo Lisón Tolosana Área: Ciencias Sociales
- Año 1993: Ramón Esteruelas Rolando Área: Investigación
- Año 1994: Antonio Saura Atarés Área: Artes
- Año 1994: Javier Tomeo Estallo Área: Letras
- Año 1995: Guillermo Fatás Cabeza
- Año 1996: María de Ávila
- Año 1997: Hermanos Franciscanos de la Cruz Blanca en Aragón
- Año 1998: José Luis Borao Moradell
- Año 1999: José Iranzo Bielsa, «Pastor de Andorra»
- Año 2000: Carlos Saura Atarés
- Año 2001: Luis Antonio Oro Giral
- Año 2002: Jesús Delgado Echeverría
- Año 2003: Antón García Abril
- Año 2004: José Bello Lasierra
- Año 2005: José Manuel Blecua Perdices
- Año 2006: Carlos Carnicer Díez
- Año 2007: Ponentes del Estatuto de Aragón
- Año 2008: Mateo Valero Cortés
- Año 2009: Seminario de Investigación para la Paz
- Año 2010: Juan José Arenas de Pablo
- Año 2011: Carlos Barrabés Cónsul
- Año 2012: Santa y Real Hermandad de Nuestra Señora del Refugio y Piedad de Zaragoza
- Año 2013: Organización Nacional de Ciegos Españoles (ONCE)
- Año 2014: Atades y Atades Huesca
- Año 2015: José Antonio Escudero López
- Año 2016: Carlos López Otín
- Año 2017: Manuel López
- Año 2018: Mesa del Diálogo Social
- Año 2019: Javier Zaragoza
- Año 2020: Por primera vez en la historia del certamen no se entregó, debido a la pandemia de COVID-19 que sufrió el planeta.
- Año 2021: Irene Vallejo
- Año 2022: A las mujeres y los hombres que fundaron el periódico Andalán.
- Año 2023: Revista Turia.
- Año 2024: César Trillo
- Año 2025: Amado Franco